# Félsz a sötétben?
A Félsz a sötétben? (eredeti cím: Are You Afraid of the Dark?) 1992-től vetített amerikai–kanadai horror sorozat, amelyet D. J. MacHale és Ned Kandel alkotott.
A sorozat producerei D. J. MacHale és Micheline Charest. A rendezője David Winning. A horror zeneszerzőke John Coda. A sorozat az Nickelodeon Productions, a Cinar, a WildBrain és az ACE Entertainment gyártásában készült, forgalmazója a Nickelodeon Network.
Amerikában 1992. augusztus 15-én mutatta be a Nickelodeon.Magyarországon is a Nickelodeon mutatta be 2020. október 17-én a 8. évadtól.

## Cselekmény

### 8. évad (A Végzet Karneválja)
Ijesztő rémálmok sorozata gyötör egy új lányt az iskolában elszigeteltnek és helytelennek érzi magát, amíg egy titokzatos csoport meg nem hívja, hogy csatlakozzon soraiba; neki csak egy igazán félelmetes történetet kell elmondnia. Amikor úgy tűnik, hogy egy barátja eltűnése Rachel történetéhez kapcsolódik, az Éjféli Társaság úgy dönt, hogy részt vesz a Végzet Karneválján, hogy megállapítsa, ugyanaz a karnevál Rachel rémálmaiból. Rachel úgy dönt, hogy átveszi az irányítást és véget vet Cilinder úr rémuralmának, miközben barátai élete még mindig a tét.

### 9. évad (Az árnyak átka)
Öt gyerek vizsgálja barátjuk, az Éjféli Társaság vezetőjének eltűnését, akinek sorsa a tengerparti városukat kísértő átokhoz köthető. Miközben az Éjféli Társaság mélyebbre ássa a rejtélyt, rájönnek, hogy kísérteni kezd egy Árnyékember néven ismert gonosz entitás. Az Éjféli Társaság segítséget kér valaki szellemétől, aki megtudja, hogyan jött létre az átok. Az iskolai tánc előestéjén az Éjféli Társaság azzal a lehetőséggel birkózik, hogy a gonoszság még mindig ott leselkedik köztük, és a rémálomnak még koránt sincs vége. A sötét erők megerősödésével, és az átok újabb áldozatot követel, a szétvert Éjféli Társaság felkészül a visszavágásra az Árnyékember ellen. Luke segítséget kap a túlvilágról, hogy felfedjen több természetfeletti titkot, és merész tervet dolgoz ki, hogy végre véget vessen az árnyak átkának.

## Szereplők

### Főszereplők
| Szereplők        | Színész           | Magyar hang       |
| 1–5. évad        | 1–5. évad         | 1–5. évad         |
| ---------------- | ----------------- | ----------------- |
| Gary             | Ross Hull         | Nem került adásba |
| Betty Ann        | Raine Pare-Coull  | Nem került adásba |
| Kiki             | Jodie Resther     | Nem került adásba |
| Frank Moore      | Jason Alisharan   | Nem került adásba |
| Tucker           | Daniel DeSanto    | Nem került adásba |
| Samantha         | JoAnna Garcia     | Nem került adásba |
| Kristen          | Rachel Blanchard  | Nem került adásba |
| David            | Nathaniel Moreau  | Nem került adásba |
| Stig             | Codie Wilbee      | Nem került adásba |
| Eric             | Jacob Tierney     | Nem került adásba |
| 6–7. évad        |                   |                   |
| Quinn            | Kareem Blackwell  | Nem került adásba |
| Megan            | Elisha Cuthbert   | Nem került adásba |
| Vange            | Vanessa Lengies   | Nem került adásba |
| Andy             | David Deveau      | Nem került adásba |
| Tucker           | Daniel DeSanto    | Nem került adásba |
| 8. évad          |                   |                   |
| Rachel Carpenter | Lyliana Wray      | Szabó Luca        |
| Gavin Coscarelli | Sam Ashe Arnold   | Pál Dániel Máté   |
| Akiko Yamato     | Miya Cech         | Boldog Emese      |
| Graham Raimi     | Jeremy Ray Taylor | Nagy Gereben      |
| Louise Fulci     | Tamara Smart      | Mayer Szonja      |
| 9. évad          |                   |                   |
| Luke McCoy       | Bryce Gheisar     | Kálmán Barnabás   |
| Gabby Lewis      | Malia Baker       | Mayer Szonja      |
| Hanna Romero     | Beatrice Kitsos   | Ruszkai Szonja    |
| Connor Steevens  | Parker Queenan    | Bogdán Gergő      |
| Jai Malya        | Arjun Athalye     | Mayer Marcell     |
| Seth Romero      | Dominic Marche    | Gáll Dávid        |
| 10. évad         |                   |                   |
| Kayla King       | Telci Huynh       | TBA               |
| Bella King       | Telci Huynh       | TBA               |
| Max Matheson     | Conor Sherry      | TBA               |
| Leo B. Stoker    | Luca Padovan      | TBA               |
| Summer DaCosta   | Dior Goodjohn     | TBA               |
| Ferris Poe       | Chance Hurstfield | TBA               |

### Mellékszereplők
| Szereplők                      | Színész         | Magyar hang        |
| 6–7. évad                      | 6–7. évad       | 6–7. évad          |
| ------------------------------ | --------------- | ------------------ |
| Gary                           | Ross Hull       | Nem került adásba  |
| 8. évad                        |                 |                    |
| Cilinder úr                    | Rafael Casal    | Czető Roland       |
| Hideo Yamato                   | Cardi Wong      | Pataki Ferenc      |
| Hannah Carpenter, Rachel anyja | Fiona Vroom     | Kisfalvi Krisztina |
| Josie                          | Iris Truong     | Molnár Ilona       |
| Mr. Jones                      | Milo Shandel    | Jakab Csaba        |
| Apa                            | Matty Finochio  | Moser Károly       |
| Anya                           | Laura Bertram   | Sipos Eszter Anna  |
| Bohóc                          | C. Ernst Harth  | Bácskai János      |
| 9. évad                        |                 |                    |
| Sardo                          | Ryan Beil       | Karácsonyi Zoltán  |
| Árnyember                      | Kyle Strauts    | Papucsek Vilmos    |
| Mr. McCoy                      | Davon Stinson   | Czvetkó Sándor     |
| Ms. Shaffner                   | Kylen Miles     | Makay Andrea       |
| Mrs. Lewis                     | Miranda Edwards | Bálint Adrienn     |
| 10. évad                       |                 |                    |
| Wish Man                       | Julian Curtis   | TBA                |
| Stanley Crane                  | Julian Curtis   | TBA                |

### Magyar változat
- Bemondó: Endrédi Máté
- Magyar szöveg: Petőcz István (8. évad), Berzsenyi Benedek (9. évad)
- Hangmérnök: Erdélyi Imre (8. évad), Policza Imre (9. évad)
- Vágó: Erdélyi Imre (8. évad), Pilipár Éva (9x1-3.), Házi Sándor (9x4-6.)
- Gyártásvezető: Újréti Zsuzsa
- Szinkronrendező: Egyed Mónika
- Produkciós vezető: Koleszár Emőke

További magyar hangok
- Bordás János – Kullback
- Csifó Dorina – Undok
- Csonka Anikó – Denberg
- Faragó András – Charlie
- Farkas Zita – Hangosbemondó
- Harsányi Gábor – Sardo apja
- Hermann Lilla – Toni
- Illés Dániel – Fiú
- Juhász Zoltán – Dorney
- Kádár-Szabó Bence – Fiú
- Károlyi Lilla Márta – June
- Kelemen Noel – Chad
- Kisfalusi Lehel – Jegyárus
- Lipcsey-Colini Borbála – Undok
- Mezei Kitty – Romero
- Miklós Eponin – Lány
- Nagy Mira – Lány
- Nagy Szonja – Lány
- Orosz Gergely – Tanár
- Oroszi Tamás – Fiú
- Papucsek Vilmos – Devil
- Petridisz Hrisztosz – Stevens
- Szabó Andor – Fiú
- Szentirmai Zsolt – Zombi
- Szűcs Anna Viola – Ava
- Vámos Mónika – Tanárnő

A szinkront az SDI Media Hungary készítette.

## Évados áttekintés
| Évad | Évad | Epizód | Eredeti sugárzás    | Eredeti sugárzás    | Eredeti adó          | Magyar sugárzás   | Magyar sugárzás      | Magyar adó        | Magyar sugárzás   | Magyar sugárzás   | Magyar adó        |
| Évad | Évad | Epizód | Évadpremier         | Évadfinálé          | Eredeti adó          | Évadpremier       | Évadfinálé           | Magyar adó        | Évadpremier       | Évadfinálé        | Magyar adó        |
| ---- | ---- | ------ | ------------------- | ------------------- | -------------------- | ----------------- | -------------------- | ----------------- | ----------------- | ----------------- | ----------------- |
|      | 1    | 13     | 1992. augusztus 15. | 1992. november 21.  |                      | Nem került adásba | Nem került adásba    | Nem került adásba | Nem került adásba | Nem került adásba | Nem került adásba |
|      | 2    | 13     | 1993. június 19.    | 1993. október 2.    |                      | Nem került adásba | Nem került adásba    | Nem került adásba | Nem került adásba | Nem került adásba | Nem került adásba |
|      | 3    | 13     | 1994. január 8.     | 1994. április 16.   |                      | Nem került adásba | Nem került adásba    | Nem került adásba | Nem került adásba | Nem került adásba | Nem került adásba |
|      | 4    | 13     | 1994. október 1.    | 1995. január 21.    |                      | Nem került adásba | Nem került adásba    | Nem került adásba | Nem került adásba | Nem került adásba | Nem került adásba |
|      | 5    | 13     | 1995. október 7.    | 1996. február 3.    |                      | Nem került adásba | Nem került adásba    | Nem került adásba | Nem került adásba | Nem került adásba | Nem került adásba |
|      | 6    | 13     | 1999. február 6.    | 1999. május 15.     |                      | Nem került adásba | Nem került adásba    | Nem került adásba | Nem került adásba | Nem került adásba | Nem került adásba |
|      | 7    | 13     | 2000. április 2.    | 2000. június 11.    |                      | Nem került adásba | Nem került adásba    | Nem került adásba | Nem került adásba | Nem került adásba | Nem került adásba |
|      | 8    | 3      | 2019. október 11.   | 2019. október 25.   | 2020. október 17.    | 2020. október 31. |                      | 2021. január 30.  | 2021. február 13. |                   |                   |
|      | 9    | 6      | 2021. február 12.   | 2021. március 19.   | 2021. szeptember 26. | 2021. október 31. | 2021. szeptember 26. | 2021. október 31. |                   |                   |                   |
|      | 10   | 4      | 2022. július 30.    | 2022. augusztus 13. | Nem került adásba    | Nem került adásba | Nem került adásba    | Nem került adásba |                   |                   |                   |

## Évadok

### 1. évad (1992)
| #   | #   | Eredeti cím                             | Magyar cím | Rendező           | Író            | Eredeti premier      | Magyar premier a -on | Magyar premier a -en | Gyártási kód |
| --- | --- | --------------------------------------- | ---------- | ----------------- | -------------- | -------------------- | -------------------- | -------------------- | ------------ |
| 1.  | 1.  | The Tale of the Phantom Cab             | TBA        | Ron Oliver        | Chloe Brown    | 1992. augusztus 15.  | Nem került adásba    | Nem került adásba    | 101          |
| 2.  | 2.  | The Tale of the Laughing in the Dark    | TBA        | Ron Oliver        | Chloe Brown    | 1992. augusztus 22.  | Nem került adásba    | Nem került adásba    | 103          |
| 3.  | 3.  | The Tale of the Lonely Ghost            | TBA        | D.J. MacHale      | Naomi Janzen   | 1992. augusztus 29.  | Nem került adásba    | Nem került adásba    | 102          |
| 4.  | 4.  | The Tale of the Twisted Claw            | TBA        | D.J. MacHale      | Chloe Brown    | 1992. szeptember 5.  | Nem került adásba    | Nem került adásba    | 104          |
| 5.  | 5.  | The Tale of the Hungry Hounds           | TBA        | D.J. MacHale      | Anne Appelton  | 1992. szeptember 12. | Nem került adásba    | Nem került adásba    | 105          |
| 6.  | 6.  | The Tale of the Super Specs             | TBA        | Ron Oliver        | Chloe Brown    | 1992. szeptember 19. | Nem került adásba    | Nem került adásba    | 111          |
| 7.  | 7.  | The Tale of the Captured Souls          | TBA        | D.J. MacHale      | Anne Appelton  | 1992. szeptember 26. | Nem került adásba    | Nem került adásba    | 107          |
| 8.  | 8.  | The Tale of the Nightly Neighbors       | TBA        | Jacques Payette   | Chloe Brown    | 1992. október 3.     | Nem került adásba    | Nem került adásba    | 108          |
| 9.  | 9.  | The Tale of the Sorcerer's Apprentice   | TBA        | D.J. MacHale      | Stephen Zoller | 1992. október 24.    | Nem került adásba    | Nem került adásba    | 112          |
| 10. | 10. | The Tale of the Jake and the Leprechaun | TBA        | D.J. MacHale      | Nick Webb      | 1992. október 17.    | Nem került adásba    | Nem került adásba    | 110          |
| 11. | 11. | The Tale of the Dark Music              | TBA        | Ron Oliver        | Chloe Brown    | 1992. október 10.    | Nem került adásba    | Nem került adásba    | 109          |
| 12. | 12. | The Tale of the Prom Queen              | TBA        | Jean-Marie Comeau | Chloe Brown    | 1992. november 7.    | Nem került adásba    | Nem került adásba    | 106          |
| 13. | 13. | The Tale of the Pinball Wizard          | TBA        | D.J. MacHale      | Louise Lamarre | 1992. november 14.   | Nem került adásba    | Nem került adásba    | 113          |

### 2. évad (1993)
| #   | #   | Eredeti cím                          | Magyar cím | Rendező        | Író                   | Eredeti premier      | Magyar premier a -on | Magyar premier a -en | Gyártási kód |
| --- | --- | ------------------------------------ | ---------- | -------------- | --------------------- | -------------------- | -------------------- | -------------------- | ------------ |
| 14. | 1.  | The Tale of the Final Wish           | TBA        | D.J. MacHale   | Chloe Brown           | 1993. június 19.     | Nem került adásba    | Nem került adásba    | 201          |
| 15. | 2.  | The Tale of the Midnight Madness     | TBA        | D.J. MacHale   | Chloe Brown           | 1993. június 26.     | Nem került adásba    | Nem került adásba    | 202          |
| 16. | 3.  | The Tale of the Locker 22            | TBA        | David Winning  | Chloe Brown           | 1993. július 3.      | Nem került adásba    | Nem került adásba    | 203          |
| 17. | 4.  | The Tale of the Thirteenth Floor     | TBA        | Michael Keusch | Anne Appelton         | 1993. július 10.     | Nem került adásba    | Nem került adásba    | 204          |
| 18. | 5.  | The Tale of the Dream Machine        | TBA        | David Winning  | Darren Kotania        | 1993. július 17.     | Nem került adásba    | Nem került adásba    | 205          |
| 19. | 6.  | The Tale of the Dark Dragon          | TBA        | D.J. MacHale   | Allison Lea Bingeman  | 1993. július 24.     | Nem került adásba    | Nem került adásba    | 206          |
| 20. | 7.  | The Tale of the Whispering Walls     | TBA        | D.J. MacHale   | Allison Lea Bingeman  | 1993. július 31.     | Nem került adásba    | Nem került adásba    | 208          |
| 21. | 8.  | The Tale of the Frozen Ghost         | TBA        | Ron Oliver     | Naomi Janzen          | 1993. augusztus 14.  | Nem került adásba    | Nem került adásba    | 207          |
| 22. | 9.  | The Tale of the Full Moon            | TBA        | Ron Oliver     | Ron Oliver            | 1993. augusztus 21.  | Nem került adásba    | Nem került adásba    | 209          |
| 23. | 10. | The Tale of the Shiny Red Bicycle    | TBA        | David Winning  | Cassandra Schafhausen | 1993. augusztus 28.  | Nem került adásba    | Nem került adásba    | 210          |
| 24. | 11. | The Tale of the Magician's Assistant | TBA        | Ron Oliver     | Cassandra Schafhausen | 1993. szeptember 11. | Nem került adásba    | Nem került adásba    | 211          |
| 25. | 12. | The Tale of the Hatching             | TBA        | D.J. MacHale   | Chloe Brown           | 1993. szeptember 25. | Nem került adásba    | Nem került adásba    | 212          |
| 26. | 13. | The Tale of the Old Man Corcoran     | TBA        | Ron Oliver     | Scott Peters          | 1993. október 2.     | Nem került adásba    | Nem került adásba    | 213          |

### 3. évad (1994)
| #   | #   | Eredeti cím                        | Magyar cím | Rendező           | Író              | Eredeti premier   | Magyar premier a -on | Magyar premier a -en | Gyártási kód |
| --- | --- | ---------------------------------- | ---------- | ----------------- | ---------------- | ----------------- | -------------------- | -------------------- | ------------ |
| 27. | 1.  | The Tale of the Midnight Ride      | TBA        | D.J. MacHale      | Darren Kotania   | 1994. január 8.   | Nem került adásba    | Nem került adásba    | 301          |
| 28. | 2.  | The Tale of the Apartment 214      | TBA        | Scott Peters      | Scott Peters     | 1994. január 15.  | Nem került adásba    | Nem került adásba    | 302          |
| 29. | 3.  | The Tale of the Watcher's Woods    | TBA        | David Winning     | Gregory Kennedy  | 1994. január 22.  | Nem került adásba    | Nem került adásba    | 303          |
| 30. | 4.  | The Tale of the Phone Police       | TBA        | Jean-Marie Comeau | David Preston    | 1994. január 29.  | Nem került adásba    | Nem került adásba    | 304          |
| 31. | 5.  | The Tale of the Dollmaker          | TBA        | David Winning     | David Preston    | 1994. február 5.  | Nem került adásba    | Nem került adásba    | 305          |
| 32. | 6.  | The Tale of the Bookish Babysitter | TBA        | Iain Patterson    | David Preston    | 1994. február 12. | Nem került adásba    | Nem került adásba    | 306          |
| 33. | 7.  | The Tale of the Carved Stone       | TBA        | Ron Oliver        | Susan Kim        | 1994. február 26. | Nem került adásba    | Nem került adásba    | 307          |
| 34. | 8.  | The Tale of the Guardian's Curse   | TBA        | D.J. MacHale      | Chloe Brown      | 1994. március 5.  | Nem került adásba    | Nem került adásba    | 308          |
| 35. | 9.  | The Tale of the Curious Camera     | TBA        | Ron Oliver        | Susan Kim        | 1994. március 19. | Nem került adásba    | Nem került adásba    | 309          |
| 36. | 10. | The Tale of the Dream Girl         | TBA        | David Winning     | David Preston    | 1994. március 26. | Nem került adásba    | Nem került adásba    | 310          |
| 37. | 11. | The Tale of the Quicksilver        | TBA        | Michael Keusch    | Wendy Brotherlin | 1994. április 2.  | Nem került adásba    | Nem került adásba    | 311          |
| 38. | 12. | The Tale of the Crimson Clown      | TBA        | Ron Oliver        | Darren Kotania   | 1994. április 9.  | Nem került adásba    | Nem került adásba    | 312          |
| 39. | 13. | The Tale of the Dangerous Soup     | TBA        | D.J. MacHale      | Chloe Brown      | 1994. április 16. | Nem került adásba    | Nem került adásba    | 313          |

### 4. évad (1994-1995)
| #   | #   | Eredeti cím                               | Magyar cím | Rendező           | Író                             | Eredeti premier    | Magyar premier a -on | Magyar premier a -en | Gyártási kód |
| --- | --- | ----------------------------------------- | ---------- | ----------------- | ------------------------------- | ------------------ | -------------------- | -------------------- | ------------ |
| 40. | 1.  | The Tale of the Renegade Virus            | TBA        | Ron Oliver        | Andrew Mitchell és Gerard Lewis | 1994. október 1.   | Nem került adásba    | Nem került adásba    | 403          |
| 41. | 2.  | The Tale of the Long Ago Locket           | TBA        | David Winning     | Gerald Wexler                   | 1994. október 8.   | Nem került adásba    | Nem került adásba    | 406          |
| 42. | 3.  | The Tale of the Water Demons              | TBA        | Ron Oliver        | Scott Peters                    | 1994. október 15.  | Nem került adásba    | Nem került adásba    | 405          |
| 43. | 4.  | The Tale of the Cutter's Treasure         | TBA        | D.J. MacHale      | Chloe Brown                     | 1994. október 29.  | Nem került adásba    | Nem került adásba    | 401          |
| 44. | 5.  | The Tale of the Cutter's Treasure Part II | TBA        | D.J. MacHale      | Chloe Brown                     | 1994. október 29.  | Nem került adásba    | Nem került adásba    | 402          |
| 45. | 6.  | The Tale of the Quiet Librarian           | TBA        | David Winning     | Susan Kim                       | 1994. november 5.  | Nem került adásba    | Nem került adásba    | 404          |
| 46. | 7.  | The Tale of the Silent Servant            | TBA        | Jean-Marie Comeau | Wendy Brotherlin                | 1994. november 12. | Nem került adásba    | Nem került adásba    | 407          |
| 47. | 8.  | The Tale of the Room for Rent             | TBA        | Will Dixon        | Lucy Falcone                    | 1994. november 19. | Nem került adásba    | Nem került adásba    | 408          |
| 48. | 9.  | The Tale of the Ghastly Grinner           | TBA        | Ron Oliver        | Ron Oliver                      | 1994. december 3.  | Nem került adásba    | Nem került adásba    | 409          |
| 49. | 10. | The Tale of the Fire Ghost                | TBA        | Jean-Marie Comeau | Scott Peters                    | 1994. december 10. | Nem került adásba    | Nem került adásba    | 410          |
| 50. | 11. | The Tale of the Closet Keepers            | TBA        | Iain Paterson     | David Preston                   | 1995. január 7.    | Nem került adásba    | Nem került adásba    | 412          |
| 51. | 12. | The Tale of the Unfinished Painting       | TBA        | David Winning     | Lucy Falcone                    | 1995. január 14.   | Nem került adásba    | Nem került adásba    | 411          |
| 52. | 13. | The Tale of the Train Magic               | TBA        | D.J. MacHale      | Gerald Wexler                   | 1995. január 21.   | Nem került adásba    | Nem került adásba    | 413          |

### 5. évad (1995-1996)
| #   | #   | Eredeti cím                        | Magyar cím | Rendező         | Író              | Eredeti premier    | Magyar premier a -on | Magyar premier a -en | Gyártási kód |
| --- | --- | ---------------------------------- | ---------- | --------------- | ---------------- | ------------------ | -------------------- | -------------------- | ------------ |
| 53. | 1.  | The Tale of the Dead Man's Float   | TBA        | D.J. MacHale    | Will Dixon       | 1995. október 7.   | Nem került adásba    | Nem került adásba    | 501          |
| 54. | 2.  | The Tale of the Station 109.1      | TBA        | Ron Oliver      | Scott Peters     | 1995. november 4.  | Nem került adásba    | Nem került adásba    | 503          |
| 55. | 3.  | The Tale of the Mystical Mirror    | TBA        | Craig Pryce     | David Wiechorek  | 1995. november 11. | Nem került adásba    | Nem került adásba    | 504          |
| 56. | 4.  | The Tale of the Chameleons         | TBA        | Iain Patterson  | Mark D. Perry    | 1995. november 18. | Nem került adásba    | Nem került adásba    | 510          |
| 57. | 5.  | The Tale of the Prisoners Past     | TBA        | Ron Oliver      | Alan Kingsberg   | 1995. december 2.  | Nem került adásba    | Nem került adásba    | 505          |
| 58. | 6.  | The Tale of the C7                 | TBA        | David Winning   | David Preston    | 1995. december 9.  | Nem került adásba    | Nem került adásba    | 506          |
| 59. | 7.  | The Tale of the Manaha             | TBA        | Will Dixon      | Gerald Wexler    | 1995. december 30. | Nem került adásba    | Nem került adásba    | 508          |
| 60. | 8.  | The Tale of the Unexpected Visitor | TBA        | Jacques Laberge | Alan Kingsberg   | 1996. január 13.   | Nem került adásba    | Nem került adásba    | 509          |
| 61. | 9.  | The Tale of the Vacant Lot         | TBA        | Lorette LeBlanc | Gerald Wexler    | 1996. január 20.   | Nem került adásba    | Nem került adásba    | 511          |
| 62. | 10. | The Tale of the Door Unlocked      | TBA        | Ron Oliver      | Scott Peters     | 1996. január 27.   | Nem került adásba    | Nem került adásba    | 512          |
| 63. | 11. | The Tale of the Night Shift        | TBA        | D.J. MacHale    | Chloe Brown      | 1996. február 3.   | Nem került adásba    | Nem került adásba    | 513          |
| 64. | 12. | The Tale of the Jagged Sign        | TBA        | Will Dixon      | Susan Kim        | 1996. március 9.   | Nem került adásba    | Nem került adásba    | 502          |
| 65. | 13. | The Tale of the Badge              | TBA        | Iain Patterson  | Wendy Brotherlin | 1996. április 20.  | Nem került adásba    | Nem került adásba    | 507          |

### 6. évad (1999)
| #   | #   | Eredeti cím                       | Magyar cím | Rendező         | Író                  | Eredeti premier   | Magyar premier a -on | Magyar premier a -en | Gyártási kód |
| --- | --- | --------------------------------- | ---------- | --------------- | -------------------- | ----------------- | -------------------- | -------------------- | ------------ |
| 66. | 1.  | The Tale of the Forever Game      | TBA        | Iain Patterson  | Mark D. Perry        | 1999. február 6.  | Nem került adásba    | Nem került adásba    | 602          |
| 67. | 2.  | The Tale of the Gruesome Gourmets | TBA        | Lorette LeBlanc | Michael Koegel       | 1999. február 13. | Nem került adásba    | Nem került adásba    | 606          |
| 68. | 3.  | The Tale of the Zombie Dice       | TBA        | Adam Weissman   | Maggie Leigh         | 1999. február 20. | Nem került adásba    | Nem került adásba    | 601          |
| 69. | 4.  | The Tale of the Misfortune Cookie | TBA        | Adam Weissman   | Mark D. Perry        | 1999. február 27. | Nem került adásba    | Nem került adásba    | 605          |
| 70. | 5.  | The Tale of the Jake the Snake    | TBA        | Mark Soulard    | Alan Kingsberg       | 1999. március 13. | Nem került adásba    | Nem került adásba    | 603          |
| 71. | 6.  | The Tale of the Virtual Pets      | TBA        | Iain Patterson  | Alice Eve Cohen      | 1999. március 20. | Nem került adásba    | Nem került adásba    | 604          |
| 72. | 7.  | The Tale of the Hunted            | TBA        | Lorette LeBlanc | Gaylen James         | 1999. március 27. | Nem került adásba    | Nem került adásba    | 607          |
| 73. | 8.  | The Tale of the Wisdom Glass      | TBA        | Jacques Laberge | Mark D. Perry        | 1999. április 1.  | Nem került adásba    | Nem került adásba    | 609          |
| 74. | 9.  | The Tale of the Walking Shadow    | TBA        | Lorrete LeBlanc | Matthew Cope         | 1999. április 3.  | Nem került adásba    | Nem került adásba    | 610          |
| 75. | 10. | The Tale of the Oblivion          | TBA        | Jim Donovan     | James Morris         | 1999. április 10. | Nem került adásba    | Nem került adásba    | 611          |
| 76. | 11. | The Tale of the Vampire Town      | TBA        | Mark Soulard    | Allison Lea Bingeman | 1999. április 17. | Nem került adásba    | Nem került adásba    | 608          |
| 77. | 12. | The Tale of the Secret Admirer    | TBA        | Mark Soulard    | Eric Weiner          | 1999. május 8.    | Nem került adásba    | Nem került adásba    | 612          |
| 78. | 13. | The Tale of the Bigfoot Ridge     | TBA        | Lorette LeBlanc | Randy Holland        | 1999. május 15.   | Nem került adásba    | Nem került adásba    | 613          |

### 7. évad (2000)
| #   | #   | Eredeti cím                          | Magyar cím | Rendező         | Író            | Eredeti premier   | Magyar premier a -on | Magyar premier a -en | Gyártási kód |
| --- | --- | ------------------------------------ | ---------- | --------------- | -------------- | ----------------- | -------------------- | -------------------- | ------------ |
| 79. | 1.  | The Tale of the Silver Sight, Part 1 | TBA        | Mark Soulard    | D.J. MacHale   | 2000. április 2.  | Nem került adásba    | Nem került adásba    | 701          |
| 80. | 2.  | The Tale of the Silver Sight, Part 2 | TBA        | Mark Soulard    | D.J. MacHale   | 2000. április 2.  | Nem került adásba    | Nem került adásba    | 702          |
| 81. | 3.  | The Tale of the Silver Sight, Part 3 | TBA        | Mark Soulard    | D.J. MacHale   | 2000. április 2.  | Nem került adásba    | Nem került adásba    | 703          |
| 82. | 4.  | The Tale of the Lunar Locusts        | TBA        | Jim Donovan     | Michael Koegel | 2000. április 9.  | Nem került adásba    | Nem került adásba    | 706          |
| 83. | 5.  | The Tale of the Stone Maiden         | TBA        | Adam Weissman   | Mark D. Perry  | 2000. április 16. | Nem került adásba    | Nem került adásba    | 704          |
| 84. | 6.  | The Tale of the Highway 13           | TBA        | Jim Donovan     | Ted Elrick     | 2000. április 23. | Nem került adásba    | Nem került adásba    | 705          |
| 85. | 7.  | The Tale of the Reanimator           | TBA        | Adam Weissman   | Kenny Davis    | 2000. április 30. | Nem került adásba    | Nem került adásba    | 708          |
| 86. | 8.  | The Tale of the Time Trap            | TBA        | Jim Donovan     | Jim Morris     | 2000. május 7.    | Nem került adásba    | Nem került adásba    | 707          |
| 87. | 9.  | The Tale of the Photo Finish         | TBA        | Mark Soulard    | Alan Kingsberg | 2000. május 14.   | Nem került adásba    | Nem került adásba    | 709          |
| 88. | 10. | The Tale of the Last Dance           | TBA        | Jim Donovan     | Mark D. Perry  | 2000. május 21.   | Nem került adásba    | Nem került adásba    | 711          |
| 89. | 11. | The Tale of the Laser Maze           | TBA        | Mark Soulard    | Peggy Sarlin   | 2000. május 28.   | Nem került adásba    | Nem került adásba    | 710          |
| 90. | 12. | The Tale of the Many Faces           | TBA        | Lorette LeBlanc | Alan Kingsberg | 2000. június 4.   | Nem került adásba    | Nem került adásba    | 712          |
| 91. | 13. | The Tale of the Night Nurse          | TBA        | Mark Soulard    | Michael Koegel | 2000. június 11.  | Nem került adásba    | Nem került adásba    | 713          |

### 8. évad (2019)
| #   | #  | Eredeti cím                      | Magyar cím   | Rendező        | Író                | Eredeti premier   | Magyar premier a -on | Magyar premier a -en | Gyártási kód |
| --- | -- | -------------------------------- | ------------ | -------------- | ------------------ | ----------------- | -------------------- | -------------------- | ------------ |
| 92. | 1. | Part One: Submitted for Approval | A vizsga     | Dean Israelite | BenDavid Grabinski | 2019. október 11. | 2020. október 17.    | 2021. január 30.     | 101          |
| 93. | 2. | Part Two: Opening Night          | A nyitóest   | Dean Israelite | BenDavid Grabinski | 2019. október 18. | 2020. október 24.    | 2021. február 6.     | 102          |
| 94. | 3. | Part Three: Destroy All Tophats  | A leszámolás | Dean Israelite | BenDavid Grabinski | 2019. október 25. | 2020. október 31.    | 2021. február 13.    | 103          |

### 9. évad (2021)
| #    | #  | Eredeti cím                    | Magyar cím                       | Rendező        | Író                      | Eredeti premier   | Magyar premier a -on | Magyar premier a -en | Gyártási kód |
| ---- | -- | ------------------------------ | -------------------------------- | -------------- | ------------------------ | ----------------- | -------------------- | -------------------- | ------------ |
| 95.  | 1. | The Tale of the Haunted Wood   | A kísértetekkel teli erdő meséje | Jeff Wadlow    | JT Billings              | 2021. február 12. | 2021. szeptember 26. | 2021. szeptember 26. | 201          |
| 96.  | 2. | The Tale of the Night Frights  | Az éjjeli rettegések meséje      | Jeff Wadlow    | JT Billings              | 2021. február 19. | 2021. október 3.     | 2021. október 3.     | 202          |
| 97.  | 3. | The Tale of the Phantom Light  | A fantomfény meséje              | Mathias Herndl | Alex Ebel                | 2021. február 26. | 2021. október 10.    | 2021. október 10.    | 203          |
| 98.  | 4. | The Tale of the Danse Macabre  | A haláltánc meséje               | Mathias Herndl | JT Billings              | 2021. március 5.  | 2021. október 17.    | 2021. október 17.    | 204          |
| 99.  | 5. | The Tale of the Midnight Magic | Az éjféli mágia meséje           | Jeff Wadlow    | JT Billings és Alex Ebel | 2021. március 12. | 2021. október 24.    | 2021. október 24.    | 205          |
| 100. | 6. | The Tale of the Darkhouse      | A Sötétház meséje                | Jeff Wadlow    | JT Billings              | 2021. március 19. | 2021. október 31.    | 2021. október 31.    | 206          |

### 10. évad (2022)
| #    | #  | Eredeti cím                   | Magyar cím | Rendező        | Író                               | Eredeti premier     | Magyar premier a -on | Magyar premier a -en | Gyártási kód |
| ---- | -- | ----------------------------- | ---------- | -------------- | --------------------------------- | ------------------- | -------------------- | -------------------- | ------------ |
| 101. | 1. | The Tale of Room 13           | TBA        | Dean Israelite | JT Billings                       | 2022. július 30.    | Nem került adásba    | Nem került adásba    | 301          |
| 102. | 2. | The Tale of the Teen Spirit   | TBA        | Dean Israelite | Chris Bruno és David Howard Lee   | 2022. július 30.    | Nem került adásba    | Nem került adásba    | 302          |
| 103. | 3. | The Tale of the Looking Glass | TBA        | Dean Israelite | Alison Wilber                     | 2022. augusztus 6.  | Nem került adásba    | Nem került adásba    | 303          |
| 104. | 4. | The Tale of the Other Side    | TBA        | Dean Israelite | JT Billings és Christina K. Moore | 2022. augusztus 13. | Nem került adásba    | Nem került adásba    | 304          |

## Gyártás
2019. február 14-én bejelentették, hogy az Are You Afraid of the Dark? a sorozatot újraélesztik egy minisorozat keretein belül. 2019. június 10-én Sam Ashe Arnold és Miya Cech csatlakoztak a minisorozat szereplőihez. Tamara Smart, Jeremy Ray Taylor, Lyliana Wray és Rafael Casal is csatlakoztak a sorozathoz. A minisorozat 2019. október 11-én, 18-án és 25-én péntekenként került adásba. 2020. február 19-én berendelték a sorozat 9. évadját. 2022. március 24-én a Nickelodeon berendelte a sorozat 10. évadját Ghost Island alcímmel. Az Éjféli Társaság új tagjait Telci Huynh, Conor Sherry, Luca Padovan, Dior Goodjohn és Chance Hurstfield alakítják amíg Julian Curtis pedig szállodaigazgatóként csatlakozik a szereplőgárdához.